# Condé-Sainte-Libiaire
Condé-Sainte-Libiaire è un comune francese di 1 429 abitanti situato nel dipartimento di Senna e Marna nella regione dell'Île-de-France. Nel territorio comunale il fiume Grand Morin confluisce nella Marna.

## Società

### Evoluzione demografica
Abitanti censiti